# Varennes-lès-Mâcon
Varennes-lès-Mâcon é uma comuna francesa na região administrativa de Borgonha-Franco-Condado, no departamento Saône-et-Loire. Estende-se por uma área de 4,76 km². Em 2010 a comuna tinha 565 habitantes (densidade: 118,7 hab./km²).